# ژورژینیو
جورج خوزه آموریم کامپوس ملقب به «ژورژینیو» (Jorginho) بازیکن فوتبال و مربی فوتبال برزیلی است. او در ۱۷ اوت ۱۹۶۴ در ریودوژانیرو، برزیل به دنیا آمد. جورجینهو در جام جهانی فوتبال ۱۹۹۰ ایتالیا در ترکیب تیم ملی کشورش حضور داشت و در جام جهانی فوتبال ۱۹۹۴ نیز به همراه این تیم قهرمان جام جهانی شد.
جورجینهو در سال ۲۰۰۵ مدرسه فوتبالی برای کودکان خیابانی شهر خود ریودوژانیرو ساخت و پس از آن مربی تیم فوتبال آمریکا ریودوژانیرو شد، تیمی که فوتبالش را از آن جا شروع کرده بود.

## باشگاه‌ها
- آمریکا ریودوژانیرو - ۱۹۸۴
- فلامینگو – ۱۹۸۵ تا ۱۹۸۸
- بایر لورکوزن – ۱۹۸۹ تا ۱۹۹۲
- بایرن مونیخ – ۱۹۹۳ تا۱۹۹۴
- کاشیما انتلرز - ۱۹۹۵ تا ۱۹۹۸
- سائوپائولو – ۱۹۹۹
- واسکودوگاما – ۲۰۰۰ تا ۲۰۰۱
- فلامینگو – ۲۰۰۲ تا ۲۰۰۳